# Vercingétorix
Vous lisez un « bon article » labellisé en 2007.
Vercingétorix, né aux environs de 82 av. J.-C. sur le territoire arverne, l'actuelle Auvergne, et mort à l'automne 46 av. J.-C. dans une prison de Rome, est le chef et le roi du peuple celte des Arvernes. Il fédère une partie des peuples gaulois dans le cadre d'une révolte contre les forces romaines au cours de la dernière phase de la guerre des Gaules de Jules César.
Fils de Celtillos, aristocrate arverne, Vercingétorix arrive au pouvoir après sa désignation officielle comme roi des Arvernes en 52 av. J.-C. Il établit immédiatement une alliance avec d'autres peuples gaulois, prend la tête du commandement, combine toutes les forces et les conduit dans la plus importante révolte des Gaulois contre le pouvoir romain. Il remporte la bataille de Gergovie face à Jules César, dans laquelle de nombreux Romains et alliés sont tués. En conséquence, les légions romaines de César se retirent du territoire arverne (actuelle Auvergne).
Cependant, César parvient à exploiter les divisions internes entre les peuples gaulois pour facilement subjuguer leurs territoires, et la tentative de Vercingétorix d'unir les Gaulois contre l'invasion romaine arrive tardivement. À la bataille d'Alésia, les Romains assiègent et défont ses forces. Afin de sauver autant de ses hommes que possible, il se livre aux Romains. Il est retenu prisonnier pendant cinq ans. En 46 av. J.-C., Vercingétorix est exhibé dans les rues de Rome lors du défilé triomphal de César, puis probablement exécuté. Il est principalement connu grâce aux Commentaires sur la guerre des Gaules de César.
Oubliée jusqu'au milieu du XIXe siècle, sa figure de représentant du monde gaulois est largement mise en avant sous Napoléon III ; puis, dans le cadre de l'affrontement franco-allemand, il incarne une figure mythique et nationale de tout premier ordre pour la France, dans une partie importante de l'historiographie du temps. Entre 1870 et 1950, l'histoire de la France telle qu'elle est enseignée à des générations d'écoliers fait de lui le tout premier chef de la nation.

## Biographie

### Les sources primaires

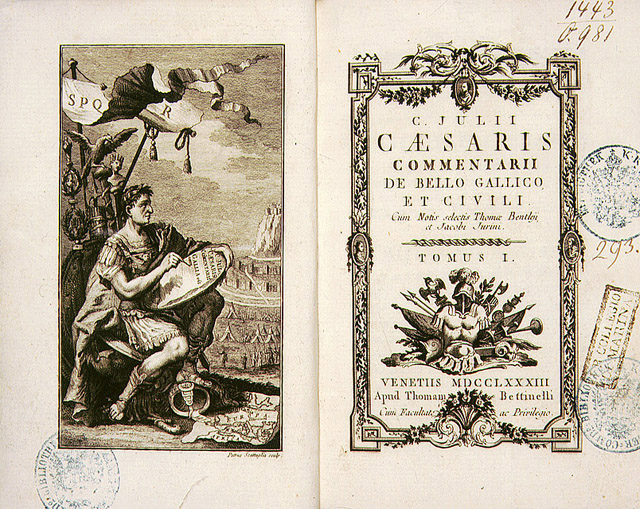
Une édition de 1783 des Commentarii de Bello Gallico de César.

Les documents historiques témoignant de la vie de Vercingétorix sont peu nombreux et doivent être critiqués et interprétés, particulièrement à la lumière de l'archéologie. À part le récit contemporain de César, ils sont essentiellement dus à des auteurs qui écrivent très longtemps après les faits, dont Strabon, Plutarque, Florus résumant Tite-Live et Dion Cassius. Vercingétorix est donc avant tout connu au travers des Commentaires sur la guerre des Gaules, destinés au Sénat romain, que Jules César rédige tout au long de ses campagnes et compile après sa victoire finale d'Alésia sur les Gaulois. Les éléments relatifs à Vercingétorix sont tout entiers contenus dans le livre VII des Commentaires.
Cependant, les progrès importants de l'archéologie de la France gallo-romaine au cours des quarante dernières années ont livré de très nombreux éléments permettant de mieux cerner le personnage et son contexte.

### Les origines de Vercingétorix

#### Naissance
Vercingétorix est probablement né en Auvergne, à proximité de Gergovie selon Strabon. On peut aussi songer à la ville de Nemossos, mentionnée par Strabon, qui est parfois assimilée à l'actuelle Clermont-Ferrand, mais les fouilles archéologiques les plus récentes semblent révéler la capitale des Arvernes non pas sous l'actuelle Clermont-Ferrand, mais plutôt à Corent. Elles révèlent l'exceptionnelle urbanisation de cette zone de la Limagne et son développement polycentrique ; il semblerait qu'à l'époque de Jules César coexistaient là trois oppidums fortifiés, celui de Gergovie, celui de Gondole, et celui de Corent. De nouvelles découvertes restent cependant possibles.
Sa date de naissance n'est pas non plus connue, si ce n'est par une déduction du texte de César qui fait référence à un adulescens en 52 av. J.-C., soit, en droit romain, à un homme de moins de trente ans. On peut en déduire une naissance autour de l'an 80 av. J.-C.[réf. incomplète], quoique l'on retienne la date de 82 av. J.-C. par convention.
Il est le fils de Celtillos, aristocrate arverne, un des peuples gaulois les plus puissants et qui fut opposé à Rome à la fin du IIe siècle av. J.-C. Son père aurait été mis à mort par les familles aristocratiques arvernes pour avoir tenté de rétablir la royauté à son profit (principatum Galliae totius),. Ce dernier régime a été aboli et remplacé par un régime aristocratique dans les années 120 av. J.-C. par Rome, qui imposait ses conditions de vainqueur et emmenait en captivité Bituitos, le dernier roi vaincu près d'Orange[réf. incomplète]. Ce rejet de la monarchie valait sans doute autant que la crainte d'une dénonciation du traité passé avec Rome, source de paix et de profit pour ce peuple depuis soixante ans[réf. incomplète].

#### Le nom de Vercingétorix

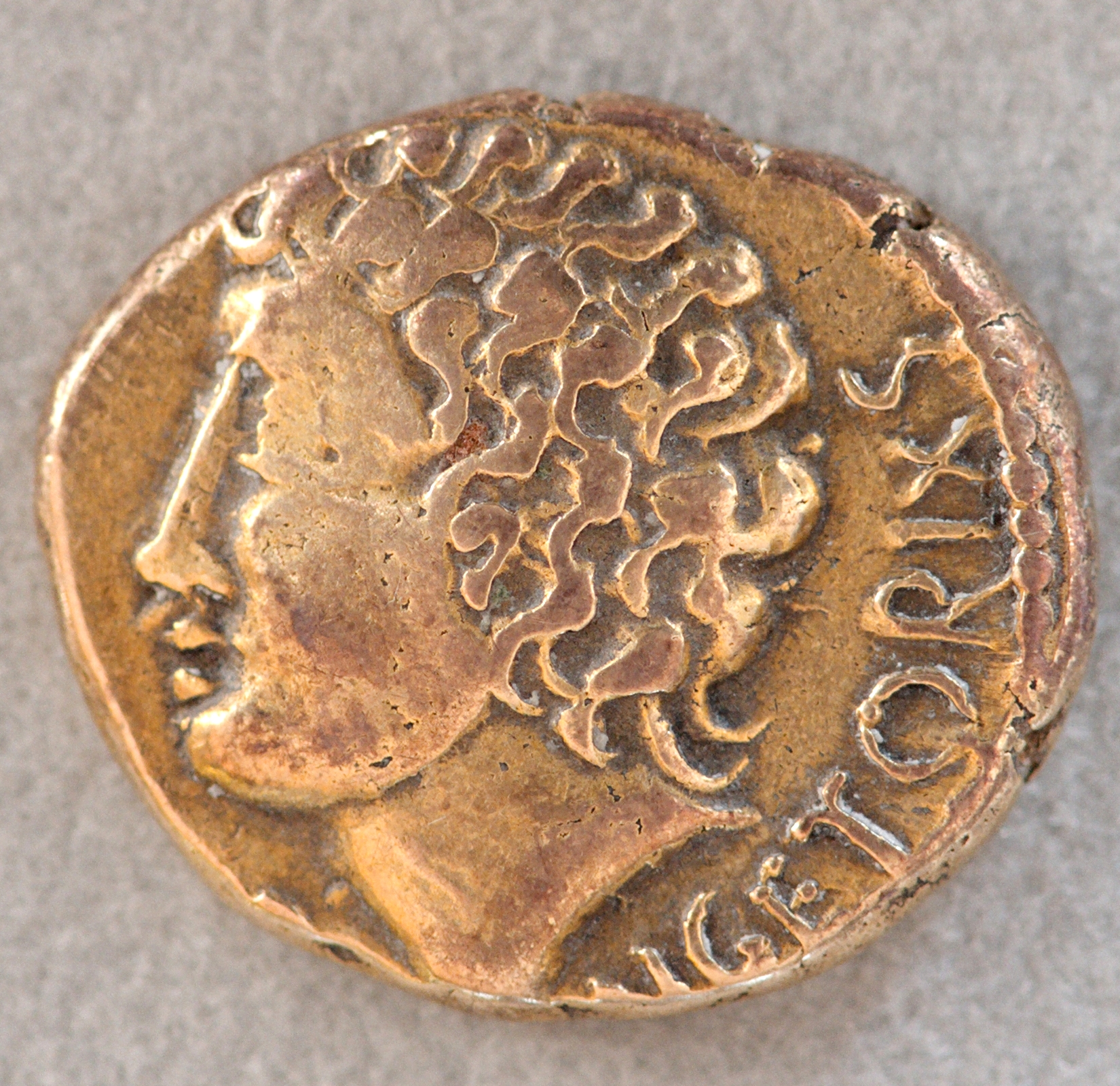
Statère d'or de Vercingétorix.
Département des Monnaies, médailles et antiques de la Bibliothèque nationale de France.

Plutarque, dans ses Vies parallèles des hommes illustres, à propos de la biographie de César, estropie son nom en « Ουεργεντοριξ » (Ouerguén'torix) ; Strabon le mentionne sous la forme Ὀυερκιγγέτοριξ (Ouerkigguétorix). Mais tant César lui-même que de nombreuses monnaies font état de l'onomastique exacte : VERCINGETORIXS. Pour l'historien romain Florus, son « nom même semblait fait pour engendrer l'épouvante ».
Pendant longtemps, après la « redécouverte » des Gaulois et de Vercingétorix au XIXe siècle, les auteurs se sont interrogés pour savoir si Vercingétorix était un nom de personne, ou s'il voulait dire « le chef » en langue arverne,. Ainsi, Jules Michelet le nomme dans son Histoire de France : « le » Vercingétorix. Il y aurait alors plusieurs rois ainsi titrés dans l'histoire gauloise, ce qui expliquerait la relative abondance et la répartition des pièces de monnaie gauloises portant cette inscription. Mais la difficulté restait cependant que « le » Vercingétorix portait alors ce nom avant même que ne lui soit conféré le titre de roi.
D'après le celtisant Pierre-Yves Lambert, la lettre latine « X » correspond à un Chi grec et se prononce donc comme une jota espagnole adoucie, donc comme le χ grec oriental (l'alphabet grec étant certainement arrivé en Gaule grâce aux Phocéens, qui sont des Grecs orientaux), c'est-à-dire la consonne fricative vélaire sourde notée [x].
La signification de Ουερκιγγέτοριχς (écrit Vercingetorixs en latin, dont la prononciation serait Ouérkinguétorikhs, ou plus probablement Ouérkinguétori/x/s) serait : « grand roi des fantassins »,. Veros, réduit à ver en préfixe, veut dire « grand » ; rixs signifie « roi » ; cingetos désigne à la fois « marcheur » et « guerrier », donc « fantassin » (le terme de fantassin étant vraisemblablement générique), soit le « Roi-suprême-des-Guerriers », donc « généralissime ».
La concordance entre le sens de son nom et ce que l'on sait de son statut est l'argument principal, avec Critognatos et Bratronos (voir Liste des inscriptions en gaulois), de la théorie selon laquelle les Gaulois recevaient un « nom d'homme » lors d'un changement de statut, ou au moins, lors du passage à l'âge adulte, différent du « nom de naissance », lequel pourrait n'avoir été qu'un patronyme de type islandais (par exemple Nantonicnos pour « fils de Nantonos ») : selon cette hypothèse, Vercingétorix serait né Celtillicnos (« fils de Celtillos »), puis aurait pu avoir un nom avant de mener la révolte antiromaine et recevoir ce nom[réf. nécessaire].

#### Un allié des Romains
Selon Serge Lewuillon, Vercingétorix avait dû probablement, comme de nombreux aristocrates gaulois de ce temps, traiter avec César avant de prendre les armes contre lui ; il a pu lui adresser des rapports sur la situation de la Gaule ; ainsi s'expliquerait le fait que César attribue à Vercingétorix un caractère de fourberie. Pour Vincent Guichard, Vercingétorix serait un Gaulois tiraillé, un officier de César qui finit par se révolter. Commentant une tradition selon laquelle Vercingétorix espérait le pardon de César « parce qu'ils avaient été amis », Christian Goudineau explique que Vercingétorix avait dû être un chef allié des Romains, comme César en avait beaucoup ; mais il avait trahi et fut donc exécuté.

### La guerre des Gaules de César

#### La situation en Gaule auIersiècleav. J.-C.

La confédération éduenne alliée de Rome face aux Arvernes et Séquanes.

Après la défaite des Allobroges à la bataille de Solonion en 61 av. J.-C., la Narbonnaise est définitivement soumise, tandis que l'Aquitaine, la Belgique et la Celtique, appelées ensemble « Gaule chevelue » par certains auteurs romains — des catégorisations gréco-romaines complètement étrangère aux diverses nations gauloises — sont des territoires encore indépendants de Rome. César est alors gouverneur de la Gaule cisalpine et de celle transalpine (la Narbonnaise). « Gallia est omnis divisa in tres partes », écrit-il (« la Gaule est divisée en trois parties ») : les Aquitains, les Celtes et les Belges.
Après la conquête du Midi de la France, la transalpine, dans les années 125-122 av. J.-C., de nombreux traités commerciaux ont ébauché des liens importants avec Rome. La Gaule comprend alors plus de soixante peuples, dont certains fort connus, comme les Arvernes, les Éduens, les Séquanes, les Rèmes. Au total, ces territoires sont très peuplés et comptent de l'ordre de 10 millions d'habitants.
Depuis le milieu du IIe siècle av. J.-C. et surtout après la conquête romaine du sud, les Éduens ont fait allégeance à Rome et tissé avec elle des liens commerciaux, politiques et militaires très forts. Traditionnellement, les Arvernes, peuple puissant dominant le Massif central, s'y opposent et les conflits sporadiques s'enchaînent jusqu'à la défaite arverne de 121 av. J.-C..

#### La guerre des Gaules
En 58 av. J.-C., Vercingétorix est un jeune homme de moins de 30 ans (adulescens en latin), issu de l'aristocratie et en âge de se battre, lorsque César, prenant prétexte de la migration vers la Saintonge des Helvètes forcée par la pression croissante des Germains d'Arioviste, envahit la Gaule à la tête de ses légions romaines et de contingents alliés gaulois pour venir en aide aux inféodés traditionnels de Rome, les Éduens, menacés à leur tour par les Germains. Il veut soumettre les peuples gaulois à l'autorité de Rome pour servir sa gloire et confisquer leurs légendaires richesses.
Vercingétorix est alors formé aux armes et, comme beaucoup de fils d'aristocrates, entre probablement à ce moment dans l'entourage militaire de César, dont il devient l'un des contubernales (« compagnons de tente »). Il est probablement envoyé par les Arvernes auprès de César, librement, à la tête d'un escadron de cavalerie gauloise, et non pas livré comme otage (pratique romaine courante pour s'assurer de la loyauté ou de la neutralité de la nation à qui l'on demande cet otage), comme le suggère Dion Cassius qui décrit leur amitié. Deux éminents historiens, Yann Le Bohec et Paul M. Martin, accréditent pour leur part la thèse d'un Vercingétorix ancien officier de cavalerie de Jules César. César le forme aux méthodes de guerre romaines en échange de sa coopération et de ses connaissances du pays et des pratiques de la Gaule chevelue. Il aurait été le commandant du corps de cavaliers arvernes, réquisitionné au titre des accords conclus en 120 av. J.-C..

Les campagnes de la guerre des Gaules.

La guerre commence et durera plus de six ans, César conduisant avec succès les aigles romaines au-delà du Rhin et en Bretagne (l'actuelle Grande-Bretagne). Elle s'échelonne en de nombreuses campagnes menées chaque année contre les tribus insoumises.
En 58 av. J.-C., César décide d'intervenir pour empêcher les Germains d'Arioviste de menacer la paix en Gaule, le bat en Alsace, près de Mulhouse, et fixe pour des siècles la frontière entre Gaulois et Germains sur le Rhin. Ceux-ci ne peuvent plus franchir le fleuve pour s'établir en Gaule sans l'aval des Romains.
En 57 av. J.-C., jouant sur la rapidité de déplacement de ses troupes, César se dirige vers le nord-est et décide d'affronter les Belges qui avaient assemblé des masses d'hommes sur les rives de l'Aisne. Il s'enferme dans ses camps et attend de voir la désunion produire ses effets, puis il affronte successivement et victorieusement les Nerviens de Boduognatos, puis les Bellovaques. Impressionnés, les peuples de l'Armorique se soumettent à leur tour. La Gaule est soumise, la guerre est finie et Rome célèbre le héros en octroyant dix jours de réjouissances.
Cependant, César reste en Gaule et doit affronter, à partir de 56 av. J.-C., la montée des résistances, particulièrement à l'impôt, et la rébellion des puissants Vénètes du Morbihan et de leurs alliés d'Armorique et d'outre-Manche, les Bretons. La punition des Vénètes est impitoyable, les élites supprimées et le peuple réduit en esclavage.
Au cours de l'hiver 54-53 av. J.-C., une nouvelle révolte d'un peuple de la Meuse, les Éburons, qui réussit à anéantir une légion, oblige César à mobiliser une dizaine de légions et il n'hésite pas à presque exterminer ce peuple. Des révoltes sporadiques, comme celles des Carnutes ou des Sénons, éclatent au printemps 53. Les Carnutes massacrent à Orléans des négociants romains, le chef sénon Acco est supplicié et Labienus, lieutenant de César, met au pas les Trévires.
L'hiver 53 av. J.-C. arrivant, César rejoint la Gaule cisalpine (Italie du Nord), un de ses commandements militaires. Les Gaulois, connaissant la crise politique qui règne à Rome, tentent un nouveau soulèvement. Vercingétorix se présente désormais en rival.

### Vercingétorix, chef de la révolte gauloise de52av. J.-C.

#### Prise du pouvoir

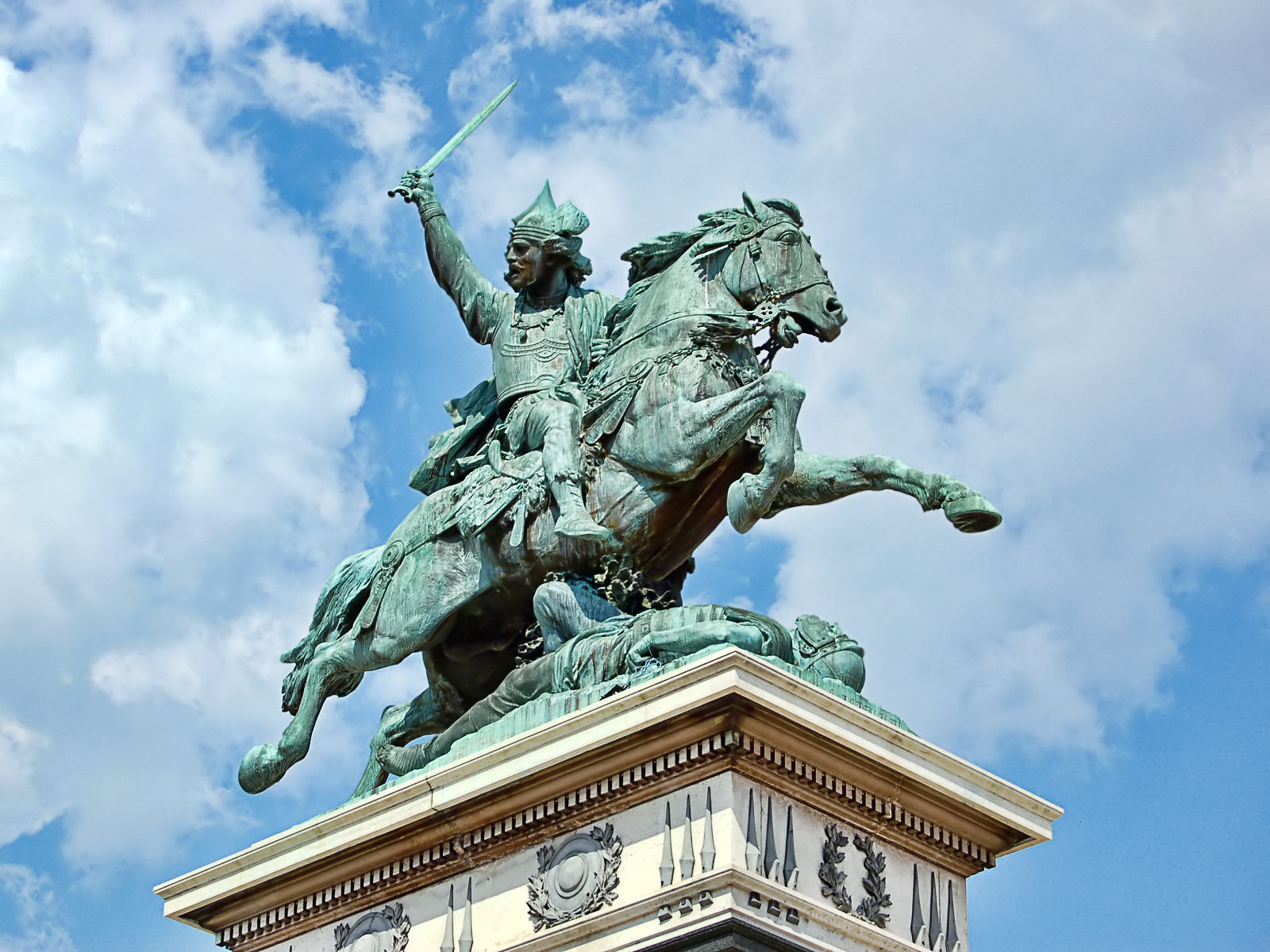
Statue équestre de Vercingétorix, par Bartholdi, place de Jaude à Clermont-Ferrand.

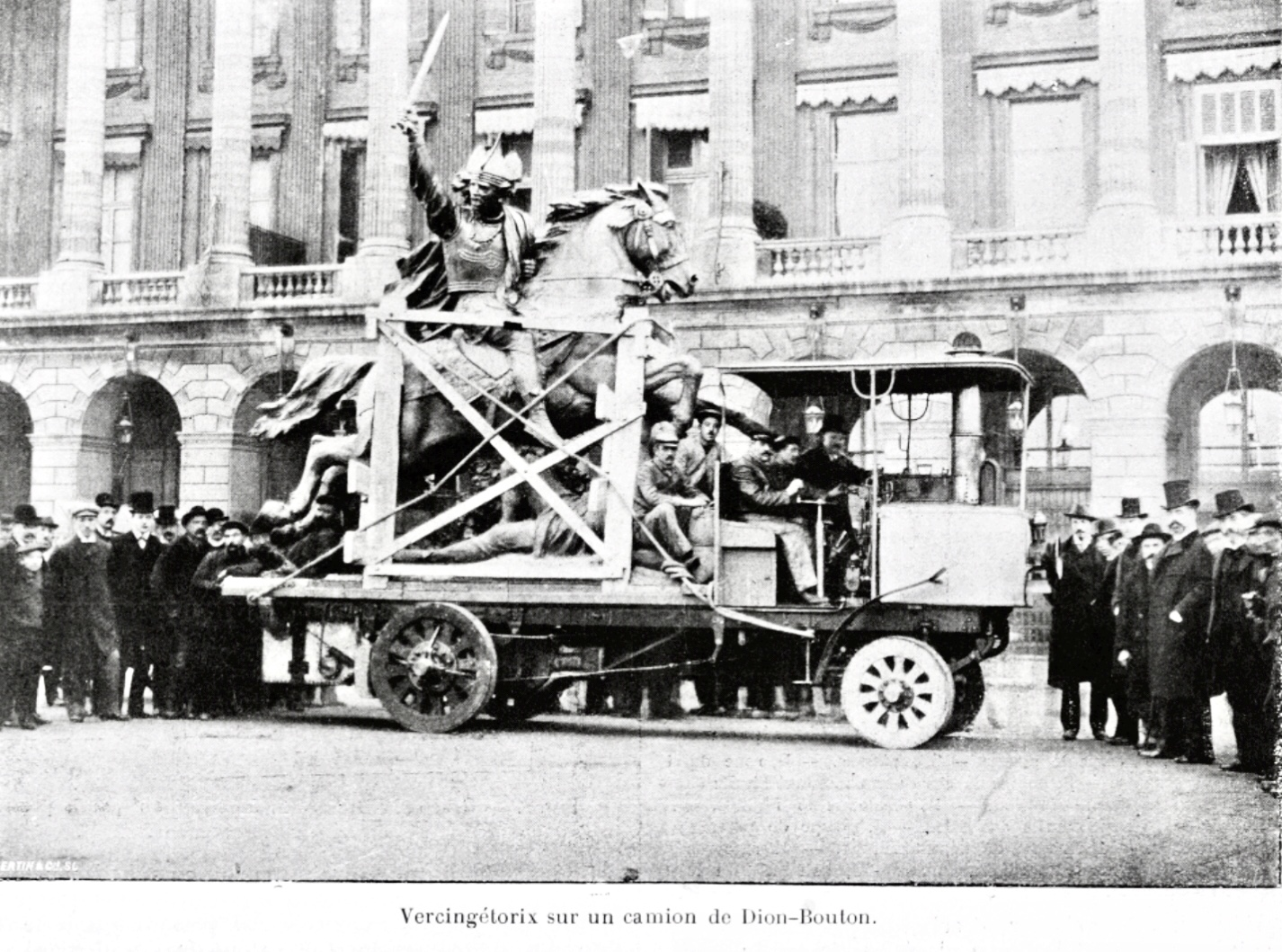
1902; Vercingétorix sur un Camion de Dion-Bouton

Voulant peut-être profiter de la situation très difficile que connaît Rome avec l'écrasement des légions de Crassus par les Parthes en -53, la fin du Premier triumvirat, et du mécontentement qui couve dans une Gaule lasse de ces années de guerre, Vercingétorix, révoquant l'alliance romaine, revendique à nouveau l'indépendance qui fut fatale à son père :
« Le ressentiment de l'indépendance perdue et l'ennui de la domination romaine faisaient dans la Gaule des progrès rapides, et devenaient chaque jour plus vifs, parce que chaque jour aussi, cette domination devenait plus oppressive. »
— Amédée Thierry, Histoire des Gaulois
Dans l'hiver de 53 à 52 av. J.-C., des commerçants romains sont massacrés par les Carnutes à Orléans. À cette annonce, Vercingétorix prend le pouvoir chez les Arvernes et s'impose à la tête du parti anti-romain, notamment grâce à son art du discours prisé chez les Gaulois comme chez les Romains qu'il a côtoyés. À la fin de -53 et au début de -52, plusieurs armées gauloises alliées traditionnelles des Romains font peu à peu défection et se rangent sous la bannière de Vercingétorix.

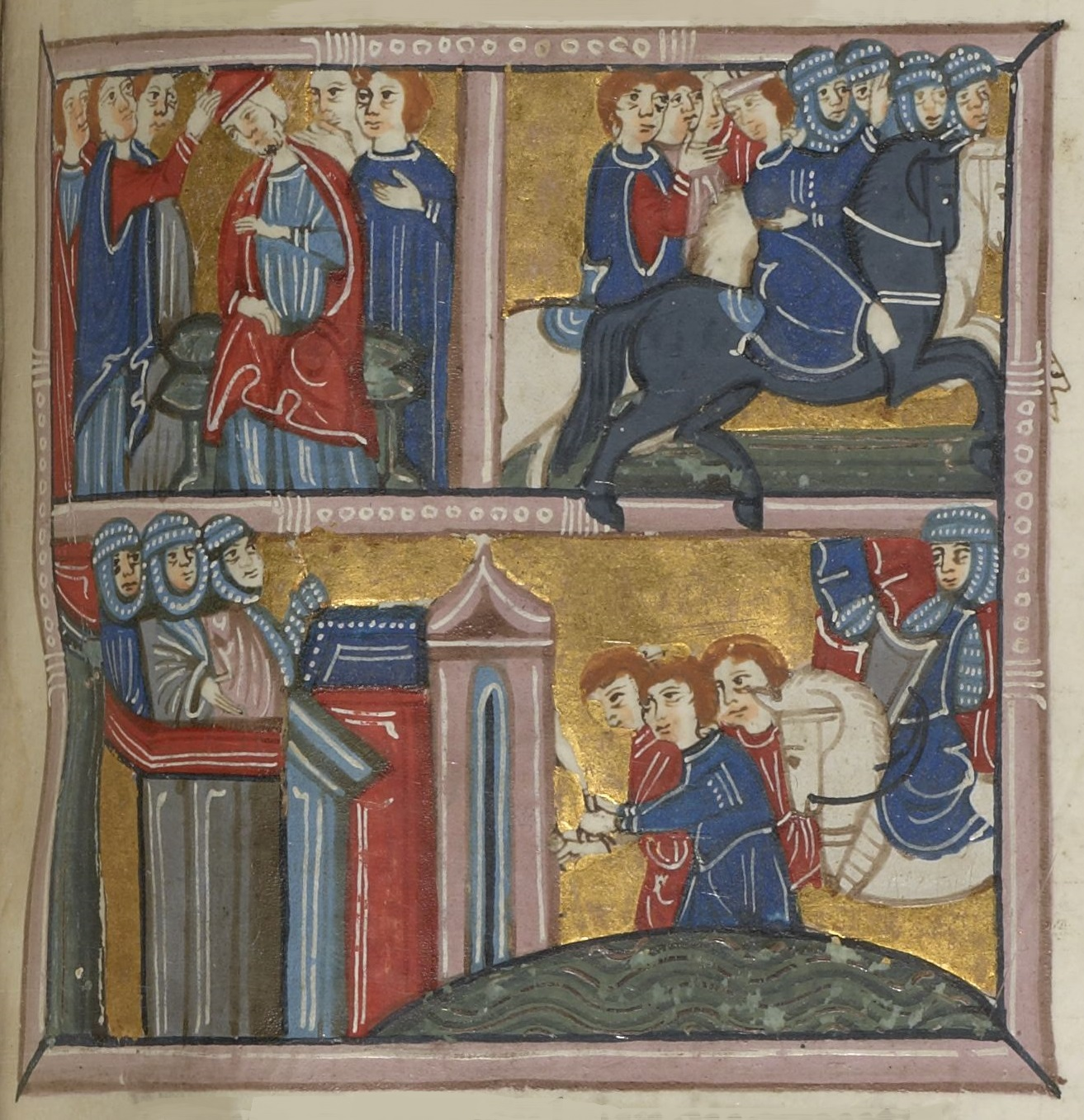
Représentation anachronique du couronnement de Vercingétorix et du siège d'Alésia dans une enluminure médiévale.

Selon César, le massacre d'Orléans fut précédé par des réunions tenues « au milieu des bois », bois dans lesquels on reconnaît souvent la forêt des Carnutes. Toujours selon César, le plan du soulèvement général de la Gaule semblait déjà dressé. César toutefois ne nomme aucun des Gaulois présents à cette réunion. Selon C. Goudineau, « ces lignes doivent être lues avec beaucoup de circonspection », le récit de César organisant la mise en scène classique d'une conjuration semblable à celle de Catilina décrite par Salluste. Quoi qu'il en soit, l'annonce du massacre d'Orléans entraîne l'apparition de Vercingétorix dans le récit de César. Vercingétorix, on l'a vu, revendique une position politique forte, semblable sans doute à celle qu'avait eue son père. Selon César, il réunit ses inféodés qui s'arment :
« L'exemple y fut suivi : Vercingétorix, fils de Celtillos, Arverne, jeune homme qui était parmi les plus puissants du pays, dont le père avait eu l'empire de la Gaule et avait été tué par ses compatriotes parce qu'il aspirait à la royauté, convoqua ses partisans et n'eut pas de peine à les enflammer. »
— César, De Bello Gallico, livre VII
Mais Vercingétorix se heurte à l'oligarchie arverne, son oncle Gobannitio en tête, qui est peut-être responsable de l'exécution de son père et qui le chasse de la ville. Cette opposition de l'oncle au neveu n'est pas fortuite : pour Serge Lewuillon elle est déterminée par le système de parenté gaulois où « la relation avunculaire met en jeu de préférence le côté de la mère, c'est-à-dire la partie la plus sophistiquée du système de la parenté, mais aussi celle qui produit les formules les plus souples et les plus efficaces de l'échange ». L'opposition de Gobannitio à Vercingétorix avait donc des causes politiques, mais peut aussi s'expliquer à travers ce que l'anthropologie des systèmes de parenté révèle.
Chassé de Gergovie, Vercingétorix lève des troupes dans la campagne, puis revient en force quelques jours plus tard, mobilisant le peuple et s'imposant comme le véritable commandant suprême : il est proclamé roi et envoie des ambassades aux principaux peuples de Gaule. Selon Robin Seager le vocabulaire employé par César dans ce récit de la prise de pouvoir est extrêmement connoté et très significatif pour son lectorat romain : les mots qu'il choisit sont très familiers, mais engagent aussi de la part de ces lecteurs des réactions attendues : Vercingétorix est présenté comme un homme au pouvoir considérable, mais la phrase décrivant ses soutiens campagnards utilise des termes propres à le discréditer aux yeux des sénateurs romains : les termes de César sont en effet ceux, utilisés à la même époque pour qualifier les soutiens de Catilina ou Clodius : César dénie donc à Vercingétorix toute légitimité politique et le présente comme un homme dangereux.

#### La tactique de Vercingétorix
Vercingétorix, tout au long de cette année -53, montre un réel talent militaire et politique et donne du souci à l'un des stratèges romains les plus talentueux. Son action prend deux formes : il organise la résistance sous forme de guerre de harcèlement (à laquelle la géographie gauloise se prête excellemment) en recourant à la politique de la terre brûlée, ayant compris que l'armée romaine était très dépendante de la logistique de son ravitaillement, et il s'emploie à fédérer le plus grand nombre possible de tribus de Gaule contre Jules César.
En janvier 52 av. J.-C., il lance de multiples ambassades auprès des peuples gaulois pour tenter de les rallier, n'hésitant pas à garantir l'alliance par l'échange d'otages. Il tente de s'imposer aux Éduens (dans l'actuelle Saône-et-Loire), alliés des Romains ou, à tout le moins, de les neutraliser. Il envoie un de ses alliés, le Cadurque Lucterios, vers le sud, au contact de la province narbonnaise et réussit à retourner les Rutènes et leurs alliés. La Narbonnaise est ainsi directement menacée. Vercingétorix réussit lui-même à gagner à sa cause les Bituriges, normalement membres de la confédération éduenne. Il inspire rapidement une union des peuples du centre et de l'ouest de la Gaule contre le proconsul.
César, sentant le danger imminent d'une insurrection générale de la Gaule, interrompt son séjour en Cisalpine et rejoint fin janvier Narbonne pour rétablir la confiance. Dans un geste tactique audacieux, il traverse les Cévennes enneigées, menaçant le pays arverne, et de là rejoint rapidement Agedincum (Sens) plus au nord. Il y retrouve en février six légions cantonnées pour l'hiver pour lutter contre la sédition qui se répand au centre de la Gaule, quatre autres légions restant réparties sur la frontière avec les Trévires et celle avec les Germains.

#### Les campagnes du printemps -52
Vercingétorix met en œuvre sa stratégie : éviter l'affrontement direct avec les légions, épuiser l'armée romaine par une course poursuite en créant des « abcès de fixation successifs » et en lui supprimant toute capacité à se nourrir sur l'habitant grâce à la politique de la terre brûlée.
Voyant César concentrer ses forces, il reprend l'offensive et affronte les Boïens, un peuple allié de Rome et surtout membre de la confédération éduenne, testant ainsi sa solidité et défiant le seul peuple gaulois qui lui résiste. Il met le siège devant l'oppidum de Gorgobina (près de Sancerre). Mais le talent et l'intelligence stratégiques de Jules César lui permettent de bénéficier de l'aide logistique des Boïens, des Rèmes (région de Reims) et surtout des Éduens, en passant des pactes avec tous ceux longtemps réticents à rejoindre les troupes arvernes et la coalition gauloise.
Ainsi, Jules César, après un passage au travers de la Brie ravagée, parvient à prendre la ville de Cenabum (Orléans), qu'il pille et livre aux flammes, puis traverse la Sologne à son tour désertée et assiège Avaricum (Bourges), qui n'a pas brûlé. On s'interroge sur la raison de cette préservation de la ville par les Gaulois, alors que plus de vingt villes des Bituriges ont brûlé peu avant. César dit que Vercingétorix s'est laissé fléchir par les notables Bituriges qui veulent préserver la ville. Christian Goudineau, résumant les débats historiographiques, penche pour une tactique délibérée de Vercingétorix qui veut « fixer » les légions : les exposer à la guerre d'usure des Gaulois dans un siège long d'une place réputée inexpugnable, pour mieux les détruire lorsqu'elles seront suffisamment affaiblies.
La tactique a échoué grâce à l'art remarquable de César en matière de siège, qui n'hésite pas à créer un camp retranché par ses légionnaires malgré un climat peu agréable, et réussit après de longues semaines à investir la ville. Des dizaines de milliers de défenseurs sont exterminés.

#### La fin de la confédération éduenne (avril-mai -52)
« Vercingétorix demande aux différents peuples de lui fournir des soldats […] De semblables mesures lui permettent de combler les pertes d'Avaricum. Teutomatos, roi des Nitiobroges (près d'Agen), dont le père avait reçu du Sénat le titre d'ami vint le rejoindre avec une forte troupe de cavaliers et des mercenaires recrutés en Aquitaine »
— César, De Bello Gallico, VII, 31
Si la chute d'Avaricum est incontestablement un revers pour Vercingétorix, une partie de sa stratégie est en passe de réussir : les légions souffrent et surtout les alliés de Rome commencent à changer de camp. Encore plus menaçants pour César, les Éduens semblent sur le point de rejoindre la coalition gauloise. En effet, le parti pro-romain mené par Cotos perd le pouvoir au profit de Convictolitavis, d'une famille puissante, comme Dumnorix, l'ancien chef éduen que César avait fait mettre à mort en 55 av. J.-C. En quelques semaines, les Éduens, hésitants, basculent en faveur de Vercingétorix.
Dans le même temps, d'autres peuples de la confédération comme les Parisii et les Sénons se révoltent, obligeant César à envoyer Labienus avec deux légions pour ramener l'ordre.

#### La victoire de Gergovie en juin -52

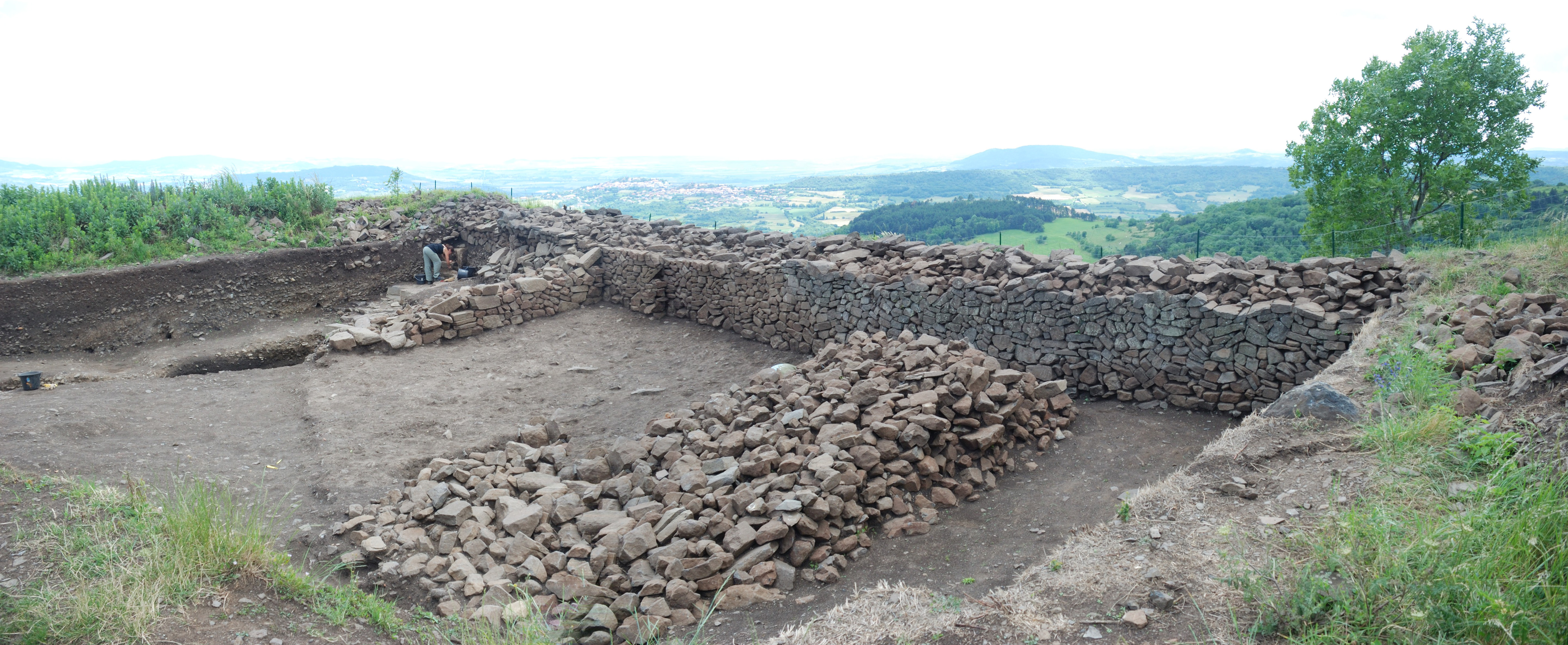
Mur de l'oppidum sur le plateau de Gergovie.

Vercingétorix remonte alors la rive droite de l'Allier ; César le poursuit sur la rive gauche.
Vercingétorix, fidèle à sa tactique, s'enferme dans Gergovie, près de l'actuel Clermont-Ferrand. César, dans ses Commentaires, prétend qu'il atteint son but de « rabattre la jactance gauloise et redonner du courage aux siens », tout en ayant limité ses pertes à 700 légionnaires, alors que les autres auteurs font état d'un revers inquiétant de César : Plutarque précise que tout allait bien « jusqu'au moment où le peuple éduen entra à son tour dans la guerre. En se joignant aux rebelles, ils provoquèrent un profond découragement dans l'armée de César. C'est pourquoi, celui-ci leva le camp ».
César prend la route du nord-ouest pour faire sa jonction avec les troupes de Labienus et réprimer la révolte des Sénons. Pendant ce temps, l'insurrection se généralise. Vercingétorix parvient à reprendre son titre de chef des Arvernes et à rallier les Éduens à sa cause. Il s'efforce de les lancer contre la province romaine pour achever de déstabiliser César ; mais il n'y réussit pas.
Vercingétorix s'impose définitivement comme chef de guerre de la coalition gauloise à Bibracte. Une grande partie des peuples gaulois est alors unifiée pour la première fois de son histoire. Il veut probablement défaire César de manière définitive et croit en sa supériorité, bien que la moitié de ses troupes potentielles ne lui soient pas encore parvenues (elles constitueront l'armée de secours à Alésia).

### La reddition d'Alésia (septembre -52)

Un reflet iconographique de l'historiographie nationaliste du XIXe siècle : Vercingétorix jette ses armes aux pieds de Jules César, tableau de Lionel Royer, musée Crozatier du Puy-en-Velay, 1899.

Jules César a regroupé ses troupes qui forment douze nouvelles légions, soit plus de 50 000 légionnaires, mais il a perdu tous ses auxiliaires gaulois. Il s'efforce de regagner la province, puis l'Italie du Nord. Vercingétorix ne veut pas le laisser échapper et envoie donc sa cavalerie affronter les cavaliers germains de César, à quelques kilomètres d'Alésia : la bataille tourne à l'avantage des Germains.
Vercingétorix regroupe les forces gauloises (80 000 combattants selon César) à Alésia, oppidum des Mandubiens. Il demande à tous les peuples gaulois de fournir des renforts. Ce sera l'armée de secours, qui atteint plus de 250 000 cavaliers et soldats selon César.
Pendant ce temps, César déploie ses dix légions dans des camps placés tout autour et se met en position de siège en faisant construire une énorme double fortification réalisée autour de la place forte, pour empêcher les Gaulois de sortir et se ravitailler, et pour se protéger des attaques des troupes gauloises extérieures.
Vercingétorix est défait au bout d'une quarantaine de jours de siège, ses troupes mourant de faim. Les armées de renfort gauloises, enfin arrivées, lancent une série d'attaques menées par les chefs lémovices ou éduens : les Romains ne sont pas loin de céder, mais le siège n'est pas brisé, une éclipse de lune ayant eu lieu la nuit du 25 septembre 52 av. J.-C. au 26 septembre 52 av. J.-C., ayant peut être, en plus d'avoir gêné les opérations militaires, démoralisé son armée, les éclipses de lune étant considérées par les Gaulois comme événements néfastes, ce qui est la thèse du livre d'Alain Deyber & David Romeuf intitulé Les derniers jours du siège d'Alesia.
Après que le chef gaulois a envoyé des négociateurs pour traiter de la reddition et que César a répondu en exigeant la livraison des armes et des chefs, le lendemain de la retraite de ses troupes, soit le 27 septembre 52 av. J.-C. selon plusieurs auteurs,, Vercingétorix lui est livré (Vercingetorix deditur, arma proiciuntur, « on livre Vercingétorix [ou "Vercingétorix se livre"], on jette les armes ») et, selon le mythe, offre sa vie en échange de celle des survivants d'Alésia dans un acte de devotio. Les Gaulois sont désarmés, sortent de la citadelle et sont emmenés en captivité. Selon Plutarque, le chef arverne tourne rituellement autour de l'estrade où se tient le vainqueur sur sa sella curulis (siège curule proconsulaire), puis met pied à terre et sans un mot, il jette ses armes (épée, javelot et casque) et ornements (phalère, torque) à ses pieds. Selon Dion Cassius, le chef gaulois tombe aux genoux de César et le supplie en lui pressant les mains. Selon Florus, Vercingétorix s'agenouille et tend les deux mains en disant « Tiens, dit-il, tu as vaincu, toi, le plus valeureux des hommes, un homme valeureux ! » (citation probablement apocryphe). La scène est ainsi présentée comme un rituel d'oblation, assez bien attesté chez les peuples celtiques et germaniques.
L'historiographie française nationaliste du XIXe siècle, avec à sa tête Henri Martin, s'est appuyée sur la version brodée de Plutarque pour faire de ce rituel classique de reddition le sacrifice d'un jeune chef gaulois héroïque au destin tragique tout en écornant l'image du vainqueur César, rancunier et impitoyable : le chef gaulois sortant d'Alésia sur son cheval blanc, traversant les lignes romaines et le camp romain avec ses cohortes de légionnaires alignées, se présentant devant César et jetant avec dédain (ultime défi) ses armes au pied du vainqueur, est devenue une image d'Épinal.
Christian Goudineau est fortement opposé à ce scénario, qu'il juge irréaliste. En mettant en parallèle le récit de la reddition d'Alésia et celui de la reddition des Atuatuques en 57 av. J.-C., il émet l'hypothèse que Vercingétorix est livré désarmé après un échange diplomatique — mentionné par César. Alors que Vercingétorix quitte l'oppidum, ses troupes jettent leurs armes par-dessus le rempart, afin que Jules César puisse constater, de visu, la réalité de leur désarmement. Jean-Louis Brunaux considère qu'il n'est probablement pas arrivé seul, mais enchaîné, encadré par des centurions.
Cette défaite est due aussi bien à la supériorité logistique de son ennemi qu'au manque d'entente entre les peuples et divers chefs gaulois, peu habitués à se battre ensemble, et aux retards pris par la mobilisation des troupes de secours.
Ce qu'il reste de l'alliance gauloise est d'abord emmené par le chef de l'armée de secours, Lucterios, et résiste jusqu'à la prise d'Uxellodunum en 51 av. J.-C., où elle connaît un terrible châtiment : la main de ceux qui ont dressé leurs armes contre Rome est amputée (probablement la gauche, celle qui portait le bouclier et servait aux opérations militaires, mais peu au travail, et certainement pas les deux, le mot manus dans le texte d'Hirtius étant au singulier).

### La mort de Vercingétorix

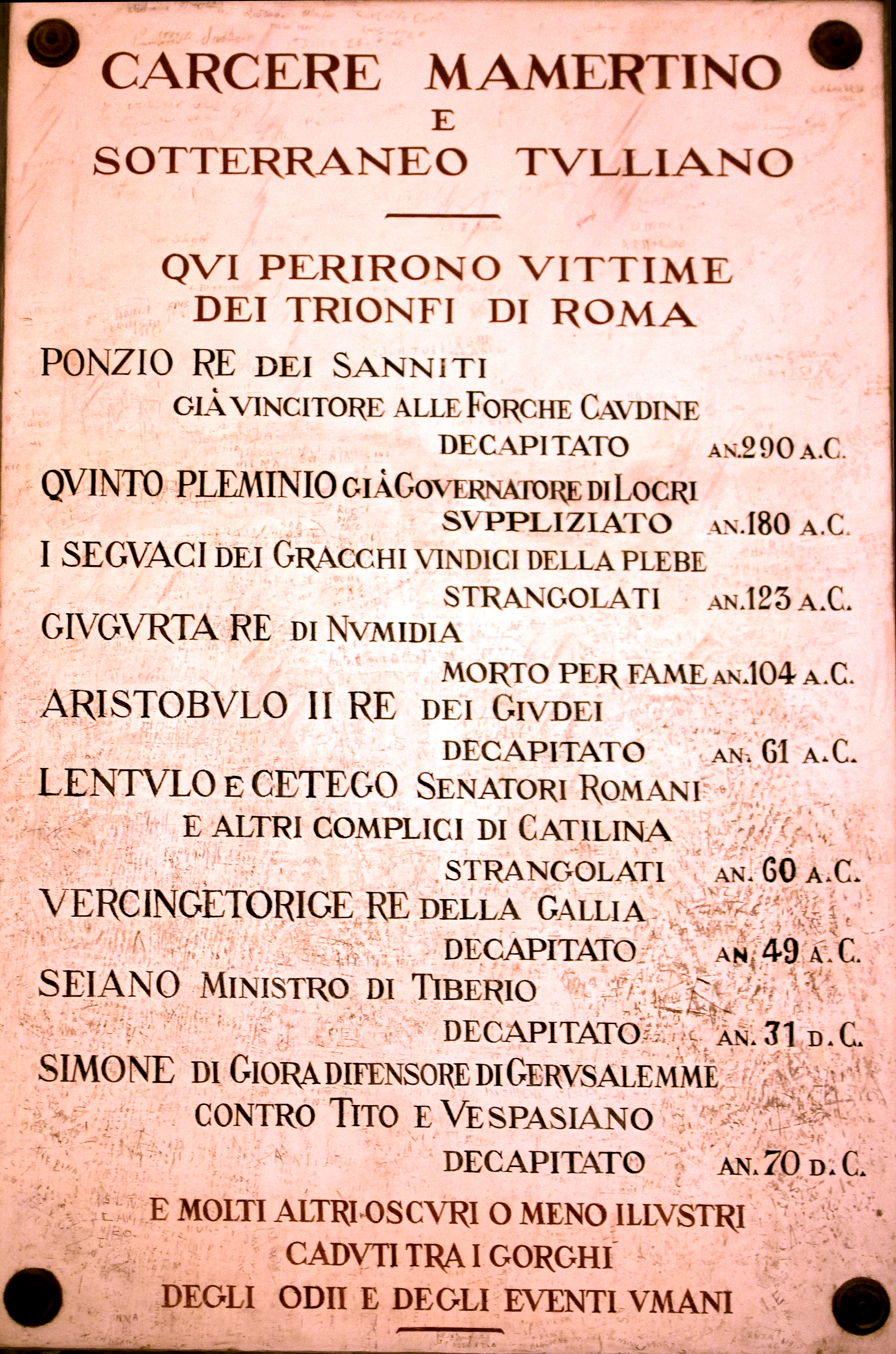
Liste de détenus de la prison Mamertine (Tullianum) à Rome.

Jules César exhibe Vercingétorix comme trophée, symbole de sa longue campagne militaire en Gaule, en vue de son triomphe à Rome, cette mode d'exposer à la foule les captifs illustres datant du général Paul Émile. Il est maintenu prisonnier vraisemblablement dans les geôles du Tullianum, jusqu'au triomphe de César, entre août et septembre -46,. Il faut cependant considérer cette version avec prudence, Rome n'avait pas pour habitude de maltraiter les chefs vaincus, il était en effet important de les présenter riches et en bonne santé afin que le triomphe de l'armée romaine n'en soit que plus grand,.
Lors du défilé d'un triomphe romain, les chefs vaincus par le général célébré défilaient à la suite des membres du Sénat et il était d'usage de les exécuter à l'issue de cette cérémonie. Vercingétorix est donc exhibé à cette occasion, traîné enchaîné derrière le char de César. Aucun historien contemporain de César n'ayant mentionné l'exécution de l'Arverne, on a peut-être douté dès l'Antiquité de sa mise à mort et pensé que Vercingétorix avait bénéficié, comme son prédécesseur le roi des Arvernes Bituitos, d'un régime de liberté. Il aurait vécu ses dernières années dans une villa et non pas un cachot, pour finir exécuté sous la pression du Sénat contre la volonté de Jules César. En effet, il est important de rappeler la culture et la clairvoyance dont faisaient preuve ces deux hommes qui s'admiraient mutuellement, d'où leur probable amitié,. Jean-Louis Brunaux considère que la nécessité politique a pris le pas sur toute autre considération : César aurait fait de son ennemi emblématique une victime expiatoire en laissant les geôliers de Vercingétorix l'étrangler dans sa prison, peut-être dans les heures qui ont suivi le triomphe (ce qui aurait représenté un geste généreux lui évitant les multiples tortures cruelles que subissaient les prisonniers de condition inférieure). Par cette mort discrète, il aurait effacé le destin héroïque du chef arverne. La version classique telle qu'enseignée jadis dans les manuels scolaires reprend quant à elle la théorie d'une lente agonie ou d'une mort de faim dans un cul de basse-fosse, son corps étant par la suite exposé publiquement sur l'escalier des Gémonies avant d'être jeté dans le Tibre.
La table en pierre (moderne) exposée dans le Tullianum (prison Mamertine) de Rome donne une liste de détenus qui y ont été emprisonnés et ont été exécutés. Vercingétorix y est dit decapitato (« décapité »).

### Portrait de Vercingétorix

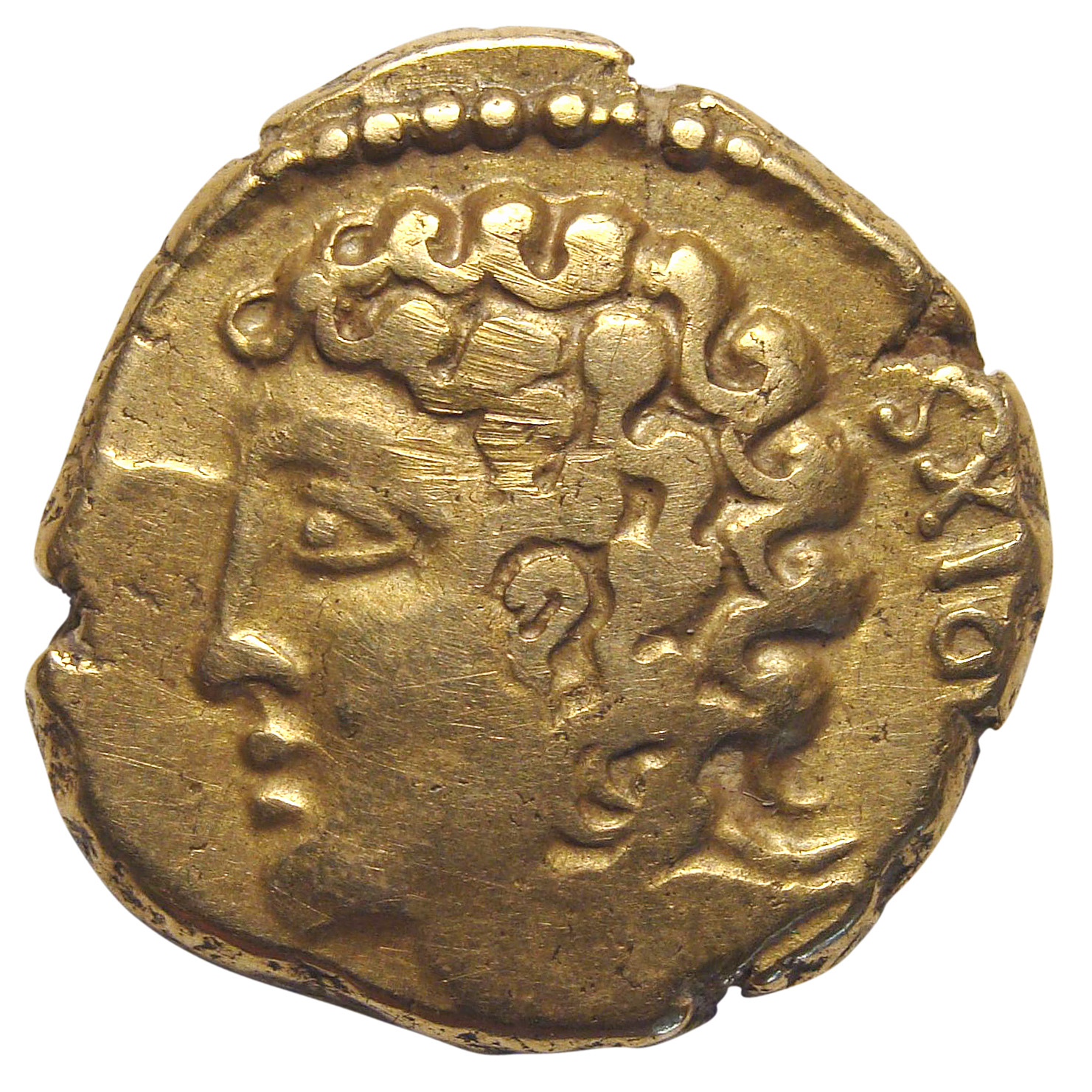
Statère de Vercingétorix du médaillier du musée des beaux-arts de Lyon.

Aucune sculpture antique représentant Vercingétorix n'ayant jamais été retrouvée, les peintres, illustrateurs et sculpteurs du XIXe siècle, comme Bartholdi, ont dû imaginer le chef gaulois. Pour ce faire, ils se sont inspirés des descriptions littéraires de Jules César et des auteurs anciens, dépeignant les Gaulois comme grands, chevelus et moustachus alors que les monnaies gauloises les représentent plutôt imberbes, avec des cheveux courts et bouclés.
Les seuls objets connus qui pourraient représenter Vercingétorix de son vivant sont les monnaies. Depuis les travaux de Jean-Baptiste Colbert de Beaulieu qui révolutionnèrent la numismatique gauloise dans les années 1950 et 1960, on a recensé 25 statères d'or au nom de Vercingétorix et deux de bronze. Ces monnaies sont intéressantes car elles arborent un portrait souligné du nom Vercingetorixs avec une tête imberbe et des cheveux courts bouclés, aux antipodes du guerrier moustachu et casqué de l'imagerie scolaire traditionnelle.
Faut-il pour autant en conclure que le profil — sans particularité — figurant sur ces statères représente Vercingétorix ? Certains spécialistes répondent par la négative et penchent plutôt pour une représentation de type hellénistique, d'une divinité qui pourrait être Apollon. Brigitte Fischer, suivant en cela Jean-Baptiste Colbert de Beaulieu, ne voit sur ces monnaies que des représentations d'Apollon imitant en cela le statère de Philippe II de Macédoine,. Pour Jean-Louis Brunaux en revanche, ces statères constituent bien la seule représentation physique de Vercingétorix : selon lui, si le portrait d'Apollon figurant sur les statères de Philippe II est bien utilisé comme modèle par les graveurs monétaires gaulois du IIIe siècle av. J.-C., ce n'est plus le cas pour ceux du Ier siècle av. J.-C. et le fait que sur les statères de Vercingétorix la légende figure sous le portrait — contrairement aux statères de Philippe II — indique qu'il s'agit bien du portrait du chef gaulois.
Paradoxalement, le vrai visage de Vercingétorix pourrait apparaître non pas sur un denier gaulois, mais sur un denier romain frappé en 48 av. J.-C. par L. Hostilius Saserna,. Il montre le portrait d'un chef gaulois au visage las et émacié, les cheveux coiffés en longues mèches, portant moustache et barbiche, avec un bouclier gaulois muni d'une spina derrière la tête. L'autre face montre un aurige conduisant un bige sur lequel se trouve un guerrier gaulois nu brandissant une lance et tenant un bouclier. Faisant remarquer que ce denier a été frappé par un proche de Jules César à une époque où Vercingétorix était en captivité à Rome, certains numismates retiennent qu'il pourrait s'agir du portrait de Vercingétorix lui-même. En effet, au moment de la réalisation de cette monnaie, Vercingétorix était le Gaulois le plus célèbre présent à Rome et ne pouvait être que le modèle par excellence pour les graveurs. D'autres estiment que le portrait représente un personnage plus âgé que ne l'était Vercingétorix à l'époque (environ 32 ans) et songent à une allégorie de la victoire romaine sur les Gaulois.
Les Romains s'enorgueillissaient de montrer sur leurs monnaies des trophées représentant des peuples vaincus (guerriers entravés) ou leurs prestigieux symboles (armes, carnyx), mais la représentation monétaire du visage du chef ennemi reste exceptionnelle. La pièce de L. Hostilius Saserna pourrait s'expliquer par la volonté de présenter un personnage hors du commun, Vercingétorix, le fédérateur des Gaulois. Son portrait émacié serait le reflet de quatre années de captivité éprouvante, ou traduirait la volonté de marquer l'aspect affaibli et désespéré d'un prestigieux ennemi.
L'archéologue Jean-Louis Brunaux rappelle en tout cas que le portrait de Vercingétorix ne peut s'accorder avec la vision traditionnelle des Gaulois en braies, le torse nu sous leur manteau et affichant une forte pilosité (chevelure hirsute, parfois retenue en chignon, longues moustaches tombantes). Les aristocrates arvernes avaient en effet abandonné depuis longtemps cette tenue pour adopter la mode venue de Marseille ou de Rome, celle d'arborer un visage glabre et des cheveux courts, et de porter la toge romaine.

## Vercingétorix dans l'histoire française
Jusqu'au XIXe siècle, les historiens français orientent leurs travaux sur les origines des Francs (par exemple les prétendues origines troyennes des dynasties royales) et sur les premiers rois mérovingiens. Néanmoins, plusieurs historiens se sont attachés à mettre en lumière les origines gauloises et ont traité de Vercingétorix, soit d'un point de vue purement historique, soit du point de vue des idées politiques : par exemple Scipion Dupleix (1569-1661), dans ses Mémoires des Gaules parus en 1619 (p. 373-388).
Dès 1581, l'auteur (sous pseudonyme) du traité De la puissance légitime du prince sur le peuple et du peuple sur le prince, prend l'exemple de Vercingétorix à l'appui de la thèse principale de son ouvrage : « Ambiorix, roy des Eburons ou Liegeons, confesse que lors les Royaumes de la Gaule estoyent tels, que le peuple légitimement assemblé n'avoit pas moins de puissance sur le Roy que le Roy sur le peuple. Ce qui apparaît aussi en Vercingétorix, lequel rend raison de son fait devant l'assemblée du peuple » (page 120).
En 1629 Jean Bodin parle de Vercingétorix dans les Six livres de la République.

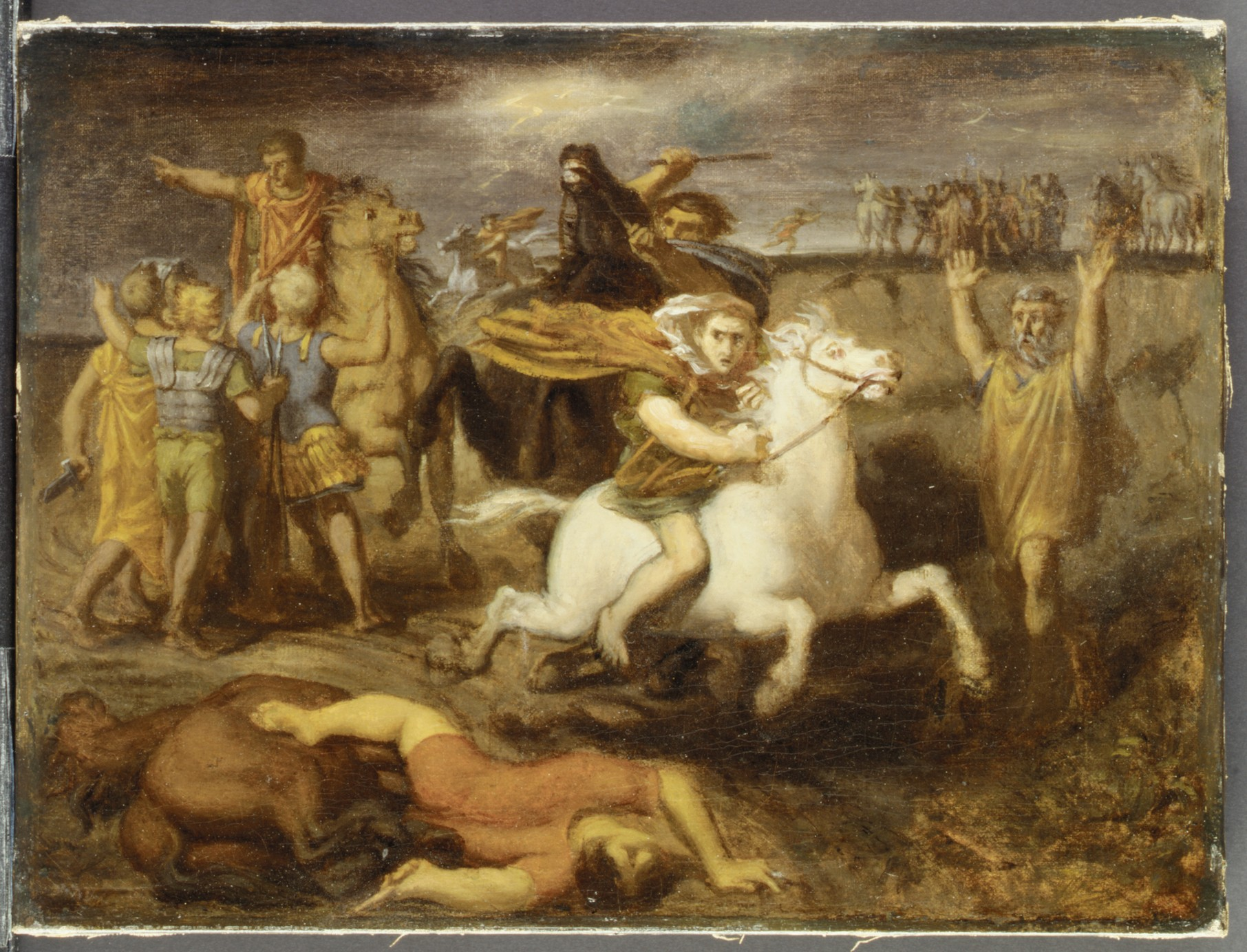
Scène des guerres gauloises: l'éduen Littavicus, trahissant la cause romaine, s'enfuit à Gergovie pour soutenir Vercingétorix
Théodore Chassériau, 1838-1840
Metropolitan Museum of Art

Au XIXe siècle, la figure de Vercingétorix est « redécouverte », ainsi que l'importance des Gaulois pour l'histoire de France. Cette redécouverte est l'œuvre d'Amédée Thierry qui publie en 1828, l'Histoire des Gaulois depuis les temps les plus reculés et dans laquelle Vercingétorix est présenté comme le défenseur de « l'indépendance de la Gaule ». Bien que suivant au plus près le texte de César, il en donne une version vivante et romantique qui fait de son ouvrage un immense succès populaire. Sous le Second Empire, le duc d'Aumale publie en 1858 dans la Revue des Deux Mondes une étude dans laquelle il reconsidère l'historiographie royaliste présentant la France réalisée à travers les Mérovingiens (avec comme premier roi Clovis), les Carolingiens et les Capétiens, et proclame que Vercingétorix est « le premier des Français ». Henri Martin dans son Histoire de France populaire (1867 à 1875) célèbre sous une veine « nationale » les Gaulois, grands blonds aux yeux bleus, et leurs chefs, dont Vercingétorix. Un autre historien, Rémi Mallet écrit : « Henri Martin parvient à doter la France et les Français d'ancêtres réels et sympathiques […]. Il réussit à vulgariser et à faire admettre définitivement l'existence de Vercingétorix ».

### Une heureuse défaite selonNapoléon III

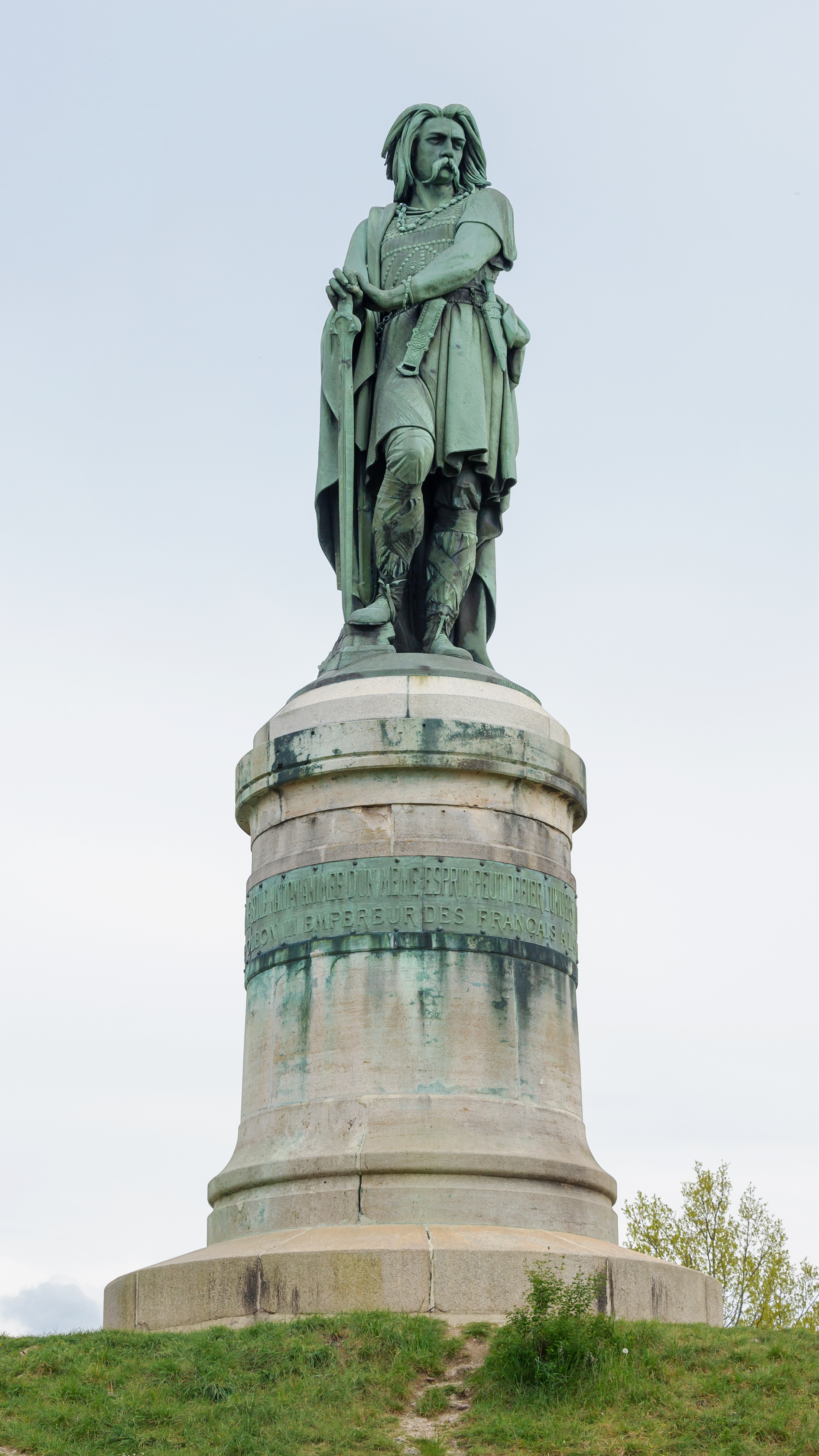
Statue de Vercingétorix sur le site du siège d'Alésia à Alise-Sainte-Reine en Bourgogne.

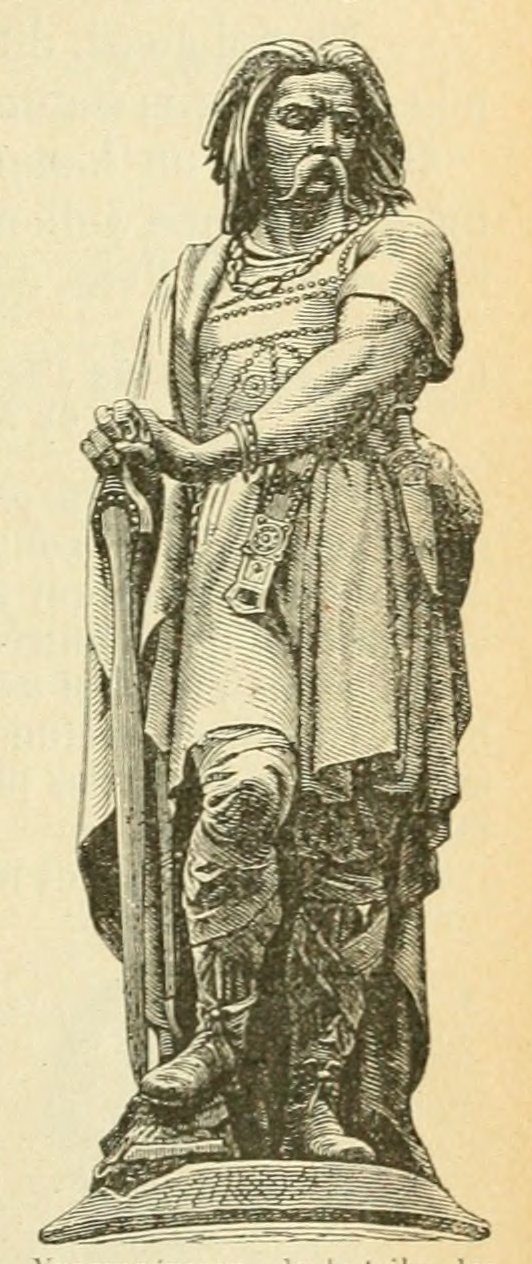
Vercingétorix dans le manuel scolaire Le Tour de la France par deux enfants (1877).

Napoléon III écrit dans son Histoire de Jules César (1865–1866) - ouvrage où il entendait justifier l'exercice du pouvoir autoritaire, et montrer que « le césarisme fait le bonheur des peuples » : « Tout en honorant la mémoire de Vercingétorix, il ne nous est pas permis de déplorer sa défaite. Admirons l'amour sincère de ce chef gaulois pour l'indépendance de son pays. Mais n'oublions pas que c'est au triomphe des armées romaines qu'est due notre civilisation : institutions, mœurs, langue, tout nous vient de la conquête. Aussi sommes-nous bien plus des fils des vainqueurs que ceux des vaincus ». Napoléon III tient par ailleurs en Algérie en 1865 un discours dans lequel il dit aux Algériens que vaincus, ils sont promis à ressusciter, comme les Gaulois, dans un ordre nouveau, une civilisation nouvelle ; comme celle de Vercingétorix, leur défaite ouvre sur une victoire.
Cependant, au cours de ses recherches sur Jules César, qu'il regarde comme porteur de civilisation dans des terres « barbares », Napoléon III est amené à s'intéresser à la Gaule. Il contribue à la redécouverte et à la mise en valeur de l'histoire des peuples gaulois.
En 1866, l'empereur fait ériger une statue de sept mètres de haut de Vercingétorix, par Aimé Millet, sur le site présumé du siège d'Alésia qu'il avait fait fouiller par le colonel Stoffel à Alise-Sainte-Reine, à 60 km au nord-ouest de Dijon, en Bourgogne. Sur le socle, dessiné par l'architecte Eugène Viollet-le-Duc, on peut lire :
« La Gaule unie
Formant une seule nation
Animée d'un même esprit,
Peut défier l'Univers. »
En pleine époque des nationalismes européens, la figure de Vercingétorix va ainsi jouer un rôle essentiel dans la construction des stéréotypes nationaux de la France, à l'instar d'Hermann le Germain en Allemagne.

### Le héros gaulois de laIIIeRépublique
C'est la Troisième République, surtout, qui instrumentalise Vercingétorix en insistant sur son rôle héroïque de résistant à l'envahisseur et symbole de ce qui fait l'essence française. Cette propagande est destinée à exalter le patriotisme des Français en exacerbant le sentiment de revanche après la défaite de 1870 contre l'Allemagne fraîchement unifiée derrière la Prusse. L'image du patriote gaulois qui se lève contre l'envahisseur est magnifiée par les manuels scolaires, dont le Lavisse : « La Gaule fut conquise par les Romains, malgré la vaillante défense du Gaulois Vercingétorix qui est le premier héros de notre histoire ». Cette vision de l'histoire est reprise par le célèbre Tour de la France par deux enfants de G. Bruno, paru en 1877, imprimé à sept millions d'exemplaires dans les trente années suivantes, et qui dans un chapitre faisait dialoguer le jeune Alsacien avec un écolier d'Auvergne :
« Laquelle voudriez-vous avoir en vous, de l'âme héroïque du jeune Gaulois, défenseur de vos ancêtres, ou de l'âme ambitieuse et insensible du conquérant romain ?

- Oh ! s'écria Julien tout ému de sa lecture, je n'hésiterais pas, j'aimerais encore mieux souffrir tout ce qu'a souffert Vercingétorix que d'être cruel comme César. »
Ce n'est qu'avec Camille Jullian qui publie, en 1901, son ouvrage Vercingétorix que se constitue enfin l'image moderne de Vercingétorix. Camille Jullian écrit : « Les historiens de tous les pays et de toutes les tendances, ceux qui n'ont eu que dédain pour la faiblesse des Gaulois, ceux à qui le mirage des idées fait oublier la vie des hommes, et qui se refusent à chercher des héros, Allemands acharnés à flageller la France sous le nom de Gaule, Français qui redoutent de céder à leur patriotisme, tous se sont inclinés de respect devant le sacrifice de Vercingétorix. Et s'il a échoué dans sa tâche, ce fut surtout la faute d'autres hommes. […] Entre lui et César, je n'hésite pas, il était le véritable héros, l'homme digne de commander à des hommes, et de plaire aux dieux. Mais les dieux de ce temps, comme dira le poète, n'aimaient pas les nations vaincues ». Comme l'a dit Albert Grenier, successeur de Camille Jullian au Collège de France : « Cherchant Vercingétorix, Jullian a trouvé la Gaule ». Elle a depuis été constamment précisée, même si l'on a vu que les éléments précis sur sa vie reposent encore essentiellement sur la lecture critique du texte éminemment politique de César.
Aujourd'hui, loin des circonstances historiques qui ont motivé sa promotion en héros national, la figure de Vercingétorix reste un des puissants symboles de l'identité nationale française en s'inspirant de la tradition historiographique antérieure fossilisée dans les mémoires. Sans doute plus que le reste, l'incertitude qui règne sur la connaissance de nos origines entretient la part de mythe qu'elle recèle.

## Représentations et utilisation du personnage
Avec la disparition des Gaulois et de Vercingétorix de l'histoire pendant plus de dix-huit siècles, il n'y a pas de représentations de celui-ci dans la statuaire ou la peinture avant le XIXe siècle. Il faut attendre 1865 pour voir réaliser les statues officielles monumentales de Vercingétorix à Alise-Sainte-Reine (par Millet, 1865) et Clermont-Ferrand (par Frédéric Auguste Bartholdi, 1903). Au XXe siècle, Vercingétorix et Jules César ont été représentés à égalité de stature par deux des trois statues d'honneur de l'étrange palais idéal du facteur Cheval à Hauterives, dans la Drôme.
De très nombreuses représentations de Vercingétorix, images d'Épinal, tableaux, ont été réalisées au cours du XIXe siècle :
Bertin, salon de 1867, Chatrousse, salon de 1877, Mouly, salon de 1886, Segoffin, salon de 1911.
Figure radicale du Puy-de-Dôme, Étienne Clémentel lui consacre, avec le librettiste Joseph-Henri Louwyck et le compositeur Joseph Canteloube, une épopée lyrique en quatre actes, dont la première a lieu à l'opéra Garnier le 26 juin 1933.

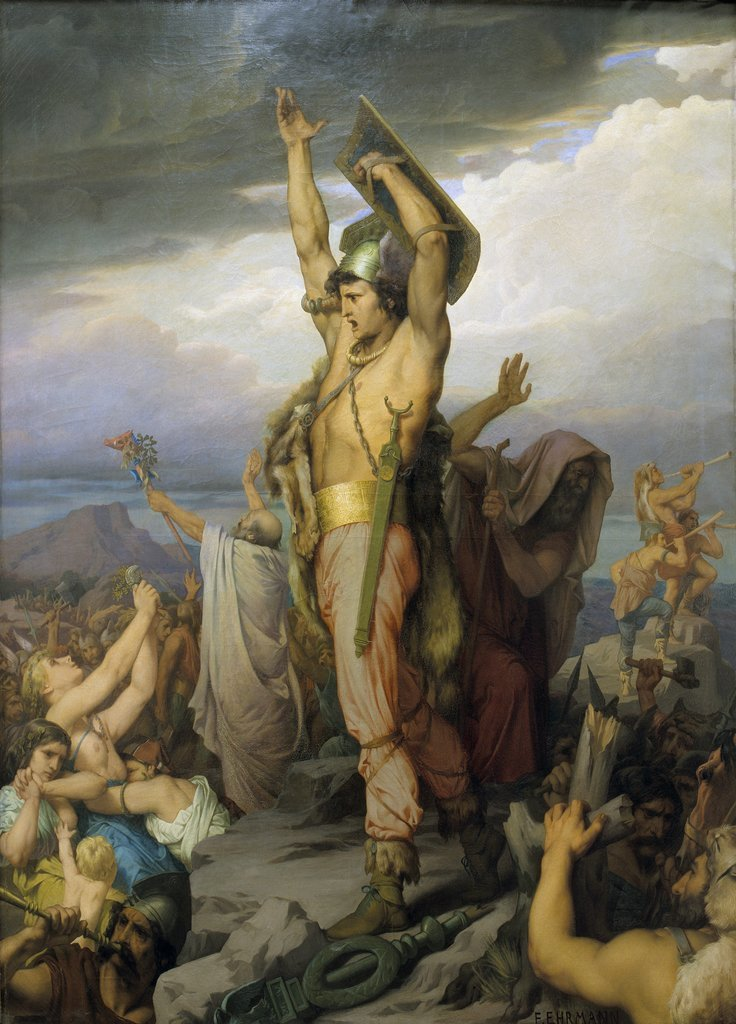
François-Émile Ehrmann, Vercingétorix appelant les Gaulois à la défense d'Alésia, vers 1869.
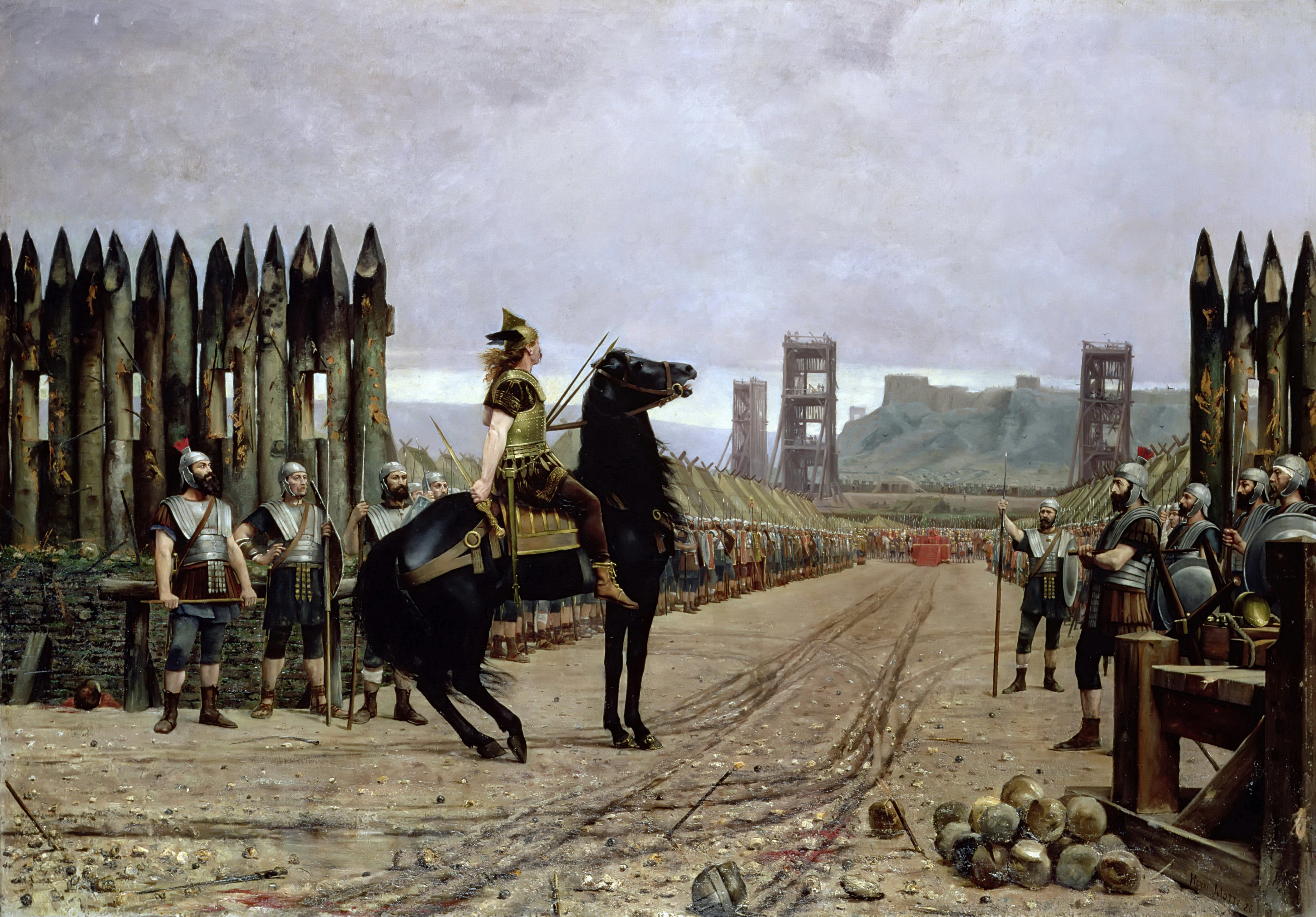
Henri-Paul Motte, Vercingétorix se rend à César, 1886.

### Astronomie
- (52963) Vercingétorix, astéroïde

### Bande dessinée
Durant la seconde partie du XXe siècle, le héros populaire figure à de fréquentes reprises dans la bande dessinée.

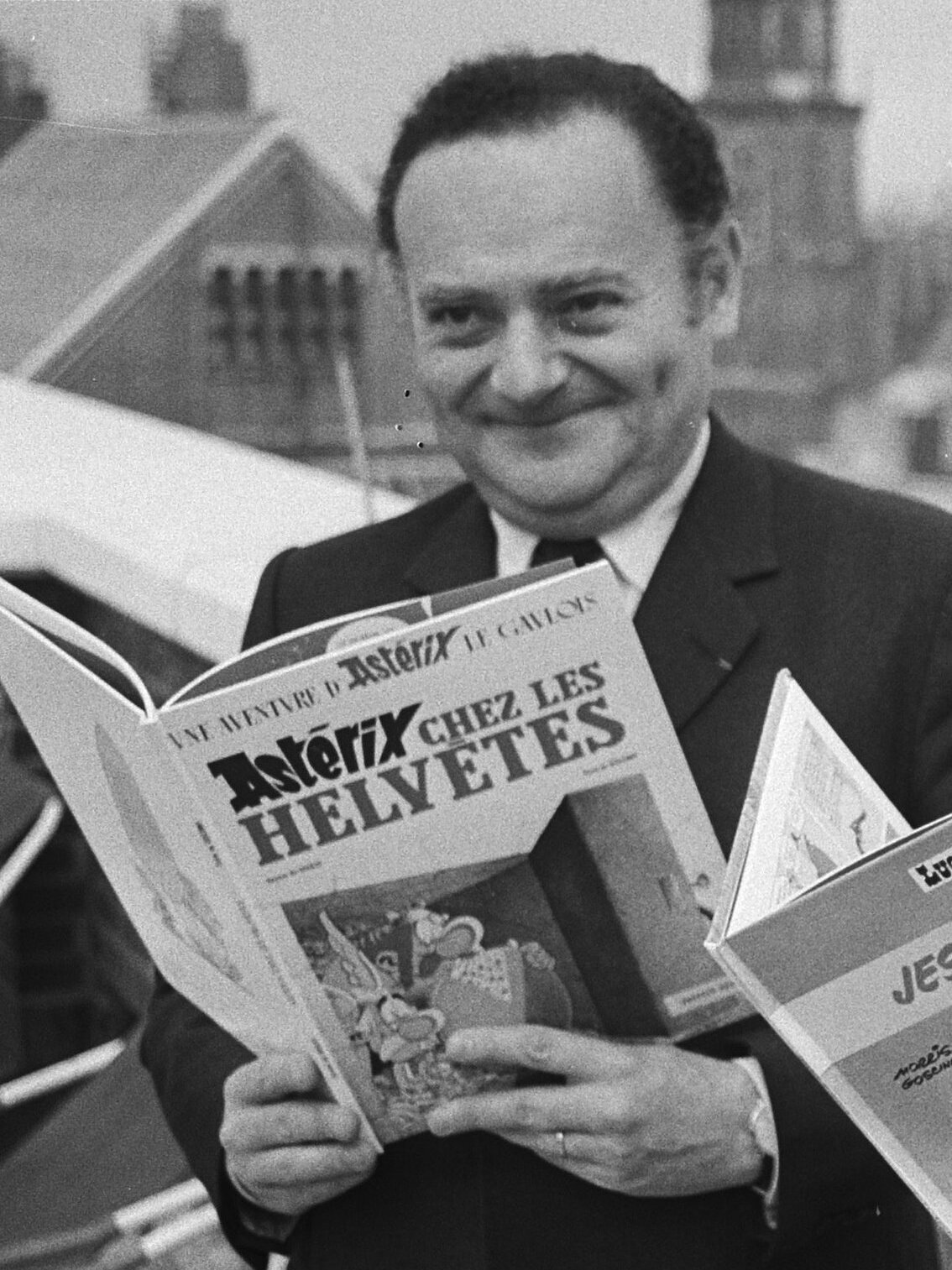
René Goscinny tenant l'album Astérix chez les Helvètes.

- De nombreux volumes d'Astérix, la série créée par René Goscinny et Albert Uderzo, y font référence. Au surplus, plusieurs albums reprennent la scène de la reddition du roi arverne après la bataille d'Alésia. Dans la scène d'ouverture d'Astérix le Gaulois, premier tome pré-publié en 1959 et paru en album en 1961, Vercingétorix est représenté jetant ses armes non pas « aux pieds », mais sur les pieds de Jules César, « parodie graphique » du tableau de Lionel Royer[58],. D'une « nouveauté révoltante et subversive[113] », cette « scène-clé » est reprise quasiment à l'identique dans Le Bouclier arverne, onzième tome publié en 1968 : le général romain hurle l'onomatopée « Ouap ! », puis sautille en tenant ses membres endoloris tandis que le chef gaulois se drape dans sa dignité en demeurant debout, le visage impassible et les bras croisés. Le ridicule cible derechef César, mais épargne Vercingétorix, dont le bouclier — symbole de l'arme défensive, donc du bien-fondé de la résistance gauloise — constitue le MacGuffin de l'aventure[114]. De telles représentations n'égratignent pas le mythe national « revivifié par la Résistance encore récente lors de l'Occupation. »
Cependant, Vercingétorix apparaît de manière bien différente dans Le Domaine des dieux, dix-septième tome publié en 1971. Une case de l'album dépeint l'attitude soumise du roi arverne, agenouillé, tête baissée et saluant son vainqueur à la romaine, conformément au point de vue de César qui retrace la scène devant ses conseillers. En l'occurrence, le dictateur parle de lui à la troisième personne du singulier, allusion au style employé dans ses Commentaires sur la Guerre des Gaules. 
Le romaniste Pierre Marlet en conclut que la série Astérix « ne détruit pas le mythe de Vercingétorix en tant que tel, [mais elle] prend pourtant ses distances vis-à-vis de l'hagiographie traditionnelle en métamorphosant en bouffon le cruel vainqueur[114]. » 
Le chef arverne ne sera par la suite plus mentionné dans les albums de la série jusqu'en 2019, année de parution du trente-huitième album, intitulé La Fille de Vercingétorix. Cet album qui paraît l'année des soixante ans de la série est le quatrième réalisé par le duo Jean-Yves Ferri et Didier Conrad, qui ont repris la série à la suite d'Uderzo en 2013, et le premier à porter le nom de Vercingétorix dans son titre. Dans cet album, le village d'Astérix accueille une jeune fille, nommée Adrénaline, escortée par deux guerriers arvernes et présentée comme la fille du grand chef gaulois, vaincu autrefois à Alésia[115].
- La série de bande dessinée Alix écrite et dessinée par Jacques Martin où le personnage apparaît à deux reprises, la première fois dans Le Sphinx d'or, le tome 2 paru en 1956 où on assiste à la bataille d'Alésia au début de l'album qui se conclut par la reddition de Vercingétorix et son emprisonnement ; il apparaît alors portant de cheveux longs noirs et une moustache, conformément aux représentations du personnage dans l'art, et des Gaulois en général à cette époque. Et la deuxième fois dans l'album éponyme, Vercingétorix, le tome 18 paru en 1985 qui est centré sur le rôle de Vercingétorix dans la lutte entre Pompée et César et raconte des événements fictifs sur sa possible destinée suivant son emprisonnement après la défaite d'Alésia. Son apparence physique diffère cette fois beaucoup de sa première apparition : il a le visage rasé avec des cheveux roux, bouclés et beaucoup plus courts ; ce changement s'explique par une plus grande conformité avec l'imagerie désormais connue de la noblesse gauloise à la suite des découvertes archéologiques, ainsi que par la toilette qu'il a subie depuis son incarcération à Rome après la bataille d'Alésia.
- Le premier album de l'Histoire de France en bandes dessinées des éditions Larousse s'intitule De Vercingétorix aux Vikings et la première partie est une transposition de la guerre des Gaules intitulée Vercingétorix - César (1er album paru le 1er octobre 1976).
- Le tome 11 de la série Vae victis !, Celtill le Vercingétorix, paru en 2001, lui est spécialement dédié. La suite de la série décrit quelques épisodes de la guerre des Gaules, du siège d'Avaricum à celui d'Alésia. Dans cette série, le mot « Vercingétorix » est considéré comme un titre et non comme un nom propre, le personnage s'appelant Celtill. Le personnage apparaît également dans les autres épisodes de la série ou l'on voit sa vie avant qu'il ne devienne roi des Arvernes.
- Les tomes 2 et 3 de L'Extraordinaire Aventure d'Alcibiade Didascaux, aux éditions Athéna, narrent les migrations celtiques, la guerre des Gaules et la romanisation.
- L'album Alésia de Silvio Luccisano, Jean-Louis Rodriguez, Christophe Ansar, Jean-Marie Michaud, Laurent Libessart, Eriamel et Ludovic Gobbo, publié en septembre 2011 par AssoR Hist & BD et MuséoParc Alésia, relate en détail le siège et la bataille d'Alésia.
- Vercingétorix, allié de Jules César au début de la guerre, apparaît dans le premier tome de La guerre des Gaules de Tarek et Vincent Pompetti, publié chez Tartamudo en 2012.
- L'album Vercingétorix d'Éric Adam, Didier Convard, Stéphane Bourdin et Fred Vignaux, de la collection « Ils ont fait l'histoire » aux éditions Glénat, lui est consacré. Il relate les évènements de la guerre des Gaules.
- Les sièges d'Avaricum et de Gergovie sont racontés dans l'album Gergovie de Silvio Luccisano, Jean-Louis Rodriguez et Christophe Ansar.

### Cinéma et télévision

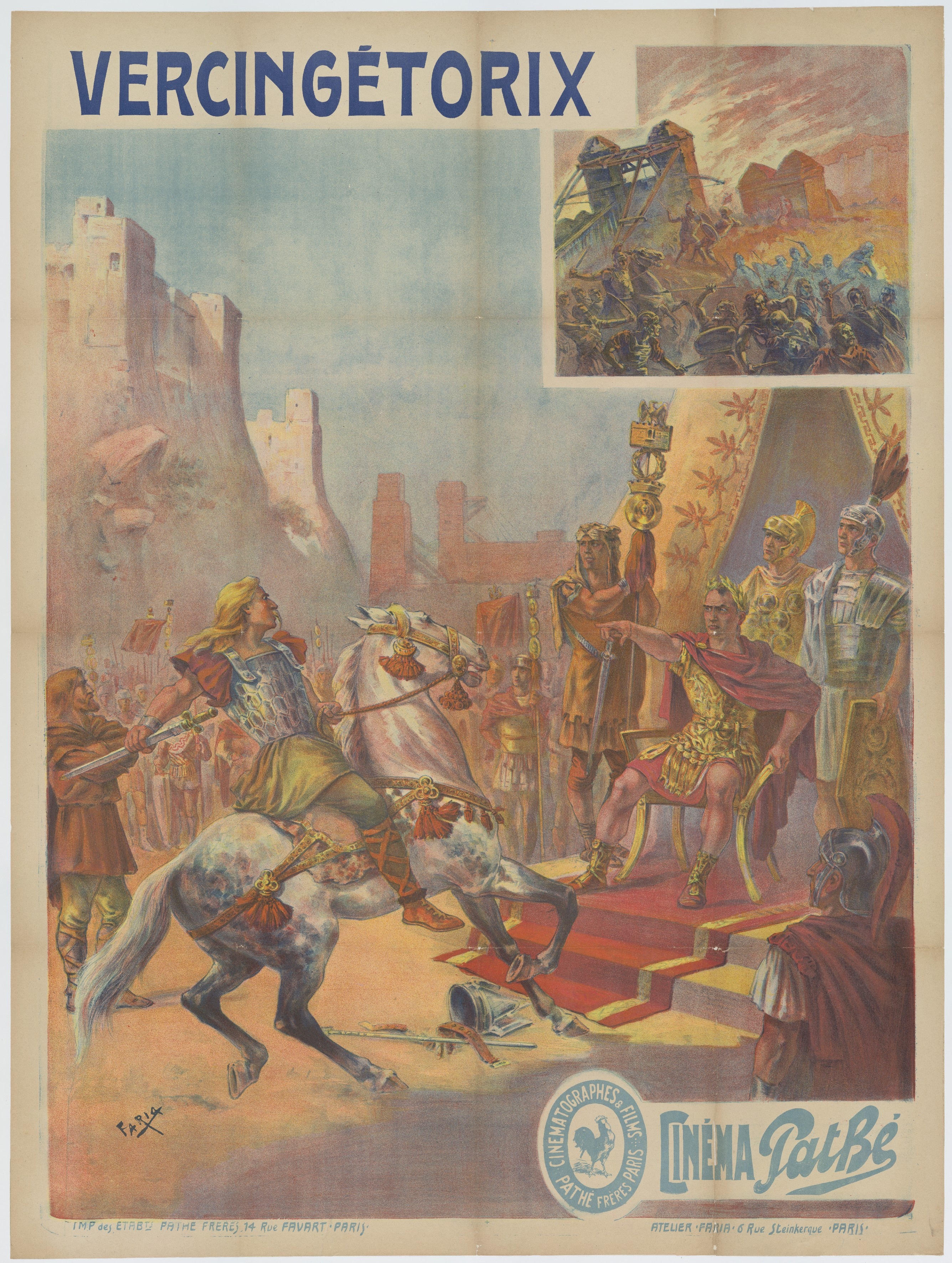
Affiche de Cândido de Faria réalisée pour le film Vercingétorix (1909).

- 1909 : Vercingétorix court-métrage muet produit par Charles Pathé sorti à Paris le 8 janvier 1909 avec des scènes coloriées[116].
- 1914 : Jules César, film muet en noir et blanc italien d'Enrico Guazzoni, avec Bruto Castellani dans le rôle de Vercingétorix.
- 1962 : Jules César, conquérant de la Gaule, film italien, d'Amerigo Anton avec Rick Battaglia dans le rôle de Vercingétorix.
- 1967 : Astérix le Gaulois, film d'animation franco-belge, de Ray Goossens avec une courte apparition de Vercingétorix au début jetant ses armes aux pieds de Jules César à l'instar de l'album dont est adapté le dessin animé. Unique apparition de Vercingétorix à ce jour dans un film d'animation et dans une adaptation des aventures d'Astérix.
- 2001 : Vercingétorix : La Légende du druide roi, film français, de Jacques Dorfmann avec Christophe Lambert dans le rôle de Vercingétorix.
- 2002 : Jules César de Uli Edel avec Heino Ferch dans le rôle de Vercingétorix.
- 2005 : Rome : dans cette série télévisée américaine produite par HBO, Vercingétorix joué par Giovanni Calcagno (it) apparaît dans deux épisodes de la saison 1 : l'épisode 1, Le Vol de l'aigle et l'épisode 10, Le Triomphe de César.
- 2007 : Vercingétorix : Le roi des guerriers, le héros national, le dernier Gaulois…, film documentaire en 3 épisodes de Jérôme Prieur[117], édition Arte DVD.
- 2011 : Alésia, le rêve d'un roi nu, docufiction de Gilles Boustani et Christian Boustani avec Carlo Brandt dans le rôle de Jules César. Ce film est projeté dans le cadre de l'exposition permanente du MuséoParc Alésia sur le site d'Alésia[118].
- 2014 : Secrets d'Histoire - Jules César ou la gloire de Rome, docufiction historique présenté par Stéphane Bern.
- 2015 : Le Dernier Gaulois, docufiction animé réalisé en capture de mouvement de Samuel Tilman avec Romain Ogerau dans le rôle de Vercingétorix[119].
- 2021 : Romains contre Gaulois : la bataille décisive, docufiction réalisé par Thomas Risch et écrit par Steven Jezo-Vannier, produit RMC Découverte[120].
- 2023 : Secrets d'Histoire - Vercingétorix, le premier des Gaulois, docufiction historique présenté par Stéphane Bern et produit par Julien Poinot avec Samuel Glaumé dans le rôle de Vercingétorix.

### Littérature
- Georges Bordonove, Vercingétorix : avec lui commence véritablement l'histoire de la France, Paris, Éditions Pygmalion/G. Watelet, 2001, 227 p. (ISBN 978-2-857-04514-4)
- Roger Caratini, Les grandes impostures de l'histoire de France, t. 1 : De Vercingétorix à Napoléon, Neuilly-sur-Seine, Lafon, 2004, 298 p. (ISBN 978-2-749-90181-7)
- Jean Markale, Vercingétorix, Paris, Hachette, 1982, 272 p. (ISBN 2-010-08692-9)
- Jean-Michel Thibaux, Vercingétorix, Paris, Plon, 1994, 355 p. (ISBN 2-259-02723-7)
- Jean Séverin, Vercingétorix, Robert Laffont, 1992, (ISBN 9782221038215)
- Georges Bordonove, Vercingétorix, Pocket, 2000, (ISBN 9782266105897)
- François Migeat, Et ton nom sera Vercingétorix, Robert Laffont, 2006, (ISBN 9782221103746)
- Camille Jullian, Vercingétorix, Tallandier, 2012, (ISBN 9782847349771)
- Danielle Porte, Vercingétorix : celui qui fit trembler César, Ellipses, 2013, (ISBN 9782729876531)
- Jean-Louis Brunaux, Vercingétorix, Gallimard, 2018, (ISBN 9782070178926).

### Jeux vidéo
- 1998 : Vercingétorix apparaît dans Age of Empires: The Rise of Rome développé par Ensemble Studios et édité par Microsoft.
- 2003 : Vercingétorix apparaît dans Praetorians développé par Pyro Studios et édité par Eidos Interactive.
- 2013 : Vercingétorix apparaît dans Total War: Rome II développé par The Creative Assembly et édité par Sega.

Ces trois jeux vidéo sont des jeux de stratégie temps réel conçus pour être joués sur ordinateur personnel. Dans ces trois jeux qui se déroulent pendant l'Antiquité romaine, Vercingétorix apparaît comme chef des Gaulois et ennemi dans la campagne romaine qui retrace la guerre des Gaules du point de vue de César.

### Numismatique
- Vercingétorix figure sur une pièce de 10 € en argent éditée en 2012 par la Monnaie de Paris pour représenter sa région natale, l'Auvergne.
- Vercingétorix figure sur une médaille souvenir éditée en 2012 par le MuséoParc Alésia et pouvant être acquise sur place. Le haut de son corps est représenté dans la posture de sa statue d'Alise-Sainte-Reine sculptée par Aimé Millet et érigée en 1866.